# Jeremy Shockey
Jeremy Charles Shockey (Ada, 18 agosto 1980) è un ex giocatore di football americano statunitense che ha militato nel ruolo di tight end nella National Football League (NFL).

## Carriera

### New York Giants
Shockey fu scelto nel corso del primo giro (14º assoluto) del Draft NFL 2002 dai New York Giants. Ebbe un immediato successo, vincendo l'inaugurale premio di Diet Pepsi NFL Rookie of the Year e venendo convocato per il Pro Bowl in quattro delle sue prime cinque stagioni (2002, 2003, 2005 e 2006). Fu uno dei punti focali dell'attacco sui passaggi dei Giants.
Shockey firmò un rinnovo quinquennale con i Giants il 12 ottobre 2005, diventando il tight end più pagato della lega. Tale accordo prevedeva che Shockey guadagnasse 26,38 milioni di dollari fino al 2011. Shockey ebbe un'altra stagione di alto livello nel 2006, ricevendo 66 passaggi per 623 yard e un primato personale pareggiato di 7 touchdown.
In possesso di notevoli abilità atletiche per correre le tracce e per portare a segno blocchi cruciali, Shockey era ugualmente noto per i suoi duri commenti sui commenti sui colleghi e per le sue abitudini fuori dal campo. Nella settimana 3 della stagione 2006, commentò una sconfitta contro Seattle dicendo: "Siamo stati superati sia nel gioco che nell'abilità dell'allenatore. Scrivetevelo." Shockey in seguito si scusò per tale commento dopo avere parlato con il capo-allenatore Tom Coughlin.
Il 16 dicembre 2007, nella settimana 15 della stagione, durante la gara contro i Washington Redskins, Shockey si fratturò un perone e subì danni a una caviglia. Si sottopose a un intervento chirurgico e rimase fuori per il resto della stagione 2007. Kevin Boss in seguito prese il posto di Shockey come tight end titolare.
Dopo l'infortunio che pose fine alla stagione di Shockey, i Giants vinsero il titolo della NFC e batterono i precedentemente imbattuti New England Patriots nel Super Bowl XLII. Il successo dei Giants senza Shockey portò a immediate speculazioni se la squadra non fosse migliore senza il suo tight end. Shockey rifiutò di partecipare a diversi festeggiamenti dei Giants, incluso quello alla Casa Bianca. Durante il Draft NFL 2008 affiorarono voci sul fatto che il club stesse tentando di scambiare Shockey.
Dopo che il draft trascorse senza tale scambio, la squadra affermò che prevedeva di mantenere Shockey tra le sue file. Durante gli allenamenti di giugno, tuttavia, apparve evidente che Shockey era insoddisfatto. Mentre i compagni si allenavano, questi rimase negli spogliatoi, suscitando l'ira dell'allenatore Coughlin. Emersero anche voci che Shockey e il general manager Jerry Reese si fossero urlati contro.

### New Orleans Saints
Il 21 luglio 2008 i Giants scambiarono Shockey con i New Orleans Saints per una scelta del secondo e del quinto giro del Draft NFL 2009. Questi tentò di iniziare il rapporto con la nuova squadra con il piede giusto, dicendo all'Associated Press poco dopo lo scambio: "I Saints hanno un sacco di armi, a partire da Drew Brees, e non vedo l'ora di unirmi ai miei nuovi compagni nel training camp. Sarà un anno divertente." Nella sua prima partita contro i Tampa Bay Buccaneers ebbe 6 ricezioni per 54 yard. Dopo tre gare con i Saints, Shockey ebbe un'ernia che lo costrinse a rimanere fermo per cinque settimane. Nel 2008 non fu un grande fattore per New Orleans, ricevendo 50 passaggi per un minimo in carriera di 483 yard, senza segnare alcun touchdown. Si riprese l'anno successivo, ricevendo 48 passaggi per 569 yard, a una media di quasi 12 yard a ricezione, malgrado fosse tormentato da diversi infortuni. Malgrado un problema a un ginocchio, Shockey segnò un touchdown nella vittoria ai playoff contro gli Arizona Cardinals. Nel Super Bowl XLIV ricevette il touchdown del sorpasso sugli Indianapolis Colts da Drew Brees, vincendo il suo secondo titolo per 31–17.
Il 22 febbraio 2011 Shockey fu svincolato dai Saints.

### Carolina Panthers
Il 3 marzo 2011 Shockey firmò con i Carolina Panthers un contratto di un anno del valore di 4 milioni di dollari, incluso un milione garantito. Accanto a Greg Olsen, ottenuto in uno scambio con Chicago, crearono un duo dinamico per il giovane quarterback rookie Cam Newton. Il sistema a due tight end aiutò Newton a passare 4.051 yard, con Carolina che ebbe un attacco tra i migliori dieci della lega. Shockey disputò 15 partite, ricevendo 37 passaggi per 455 yard, con una media di 12,3 yard a ricezione e 4 touchdown.

## Palmarès

### Franchigia
- Super Bowl : 2

New York Giants: XLII
New Orleans Saints: XLIV
- National Football Conference Championship: 2

New York Giants: 2007
New Orleans Saints: 2009

### Individuale
- Convocazioni al Pro Bowl: 4

2002, 2003, 2005, 2006
- First-team All-Pro: 1

2002
- PFWA All-Rookie Team - 2002